# Płocko
Płocko (kaszb. Płockò, niem.: Plötzig) – wieś w Polsce położona w województwie pomorskim, w powiecie słupskim, w gminie Kępice.
W latach 1954-1972 wieś była siedzibą gromady Płocko, po jej zniesieniu w gromadzie Kępice. W latach 1975–1998 miejscowość administracyjnie należała do województwa słupskiego.

## Zabytki
- ryglowy kościół z 1620, otynkowany oprócz frontowej wieży;
- pałac z II poł. XIX w., bezstylowy, kryty dachem naczółkowym, z trochę starszą oficyną[5].